# Pat Castagne
Patrick Stanislaus Castagne (* 3. Oktober 1916 in Guyana; † 5. Mai 2000 in Port of Spain) war ein trinidadischer Komponist.

## Leben
Er besuchte von 1926 bis 1935 das St. Mary’s College in Port of Spain und war Mitglied des College Cadet Corps. Nach seiner Ausbildung war er als Pianist und Bandleader tätig; einer breiteren Öffentlichkeit wurde er erstmals als Showmaster in den Entertainment-Zelten der trinidadischen Karnevals-Vorsaison bekannt. Er hatte viele Ämter in der Republik Trinidad und Tobago inne, unter anderem war er als Mitglied des trinidadischen diplomatischen Corps in London stationiert und arbeitete dort nebenbei als Radiomoderator für die BBC. Seine größte Leidenschaft war das Komponieren. Der Höhepunkt seines Schaffens war der Sieg im Jahre 1962 beim Wettbewerb um die trinidadische Nationalhymne mit dem Titel „Forged From The Love of Liberty“, den er ursprünglich als Nationalhymne der kurzlebigen Westindischen Föderation komponiert hatte und, nachdem diese 1962 vor der Ernennung einer Nationalhymne zerbrach, textlich leicht angepasst für den Wettbewerb des dann unabhängigen Trinidads einreichte.
In der Folgezeit betätigte sich Castagne als Komponist zahlreicher bekannter Calypso-Lieder. Seine Frau Lucille, Schwester des ehemaligen Präsidenten des Obersten Gerichtshofs Trinidads Michael de la Bastide, starb 1988; danach trat Castagne nur noch selten in Erscheinung. Er starb im Mai 2000 an einem Herzinfarkt. Er hinterließ sechs Kinder.

## Ehrungen
1962 wurde Castagne Member of the British Empire. 1994 erhielt die Chaconia Medal in Gold.